# Tegulaster leptalacantha
Tegulaster leptalacantha is een zeester uit de familie Asterinidae.
De wetenschappelijke naam van de soort werd in 1916 gepubliceerd door Hubert Lyman Clark.